# Campeonato Mundial de Esqui Alpino de 1978
O Campeonato Mundial de Esqui Alpino de 1978 foi a vigésima quinta edição do evento, foi realizado em Garmisch-Partenkirchen, Alemanha Ocidental, entre os dias 29 de janeiro a 5 de fevereiro de 1978.

## Resultados

### Masculino
| Evento                 | Ouro                                          | Prata                                          | Bronze                                         |
| ---------------------- | --------------------------------------------- | ---------------------------------------------- | ---------------------------------------------- |
| Downhill (29.01)       | Josef Walcher · Áustria · 2:04,12             | Michael Veith · Alemanha Ocidental · 2:04,19   | Werner Grissmann · Áustria · 2:04,46           |
| Slalom (05.02)         | Ingemar Stenmark · Suécia · 1:39,54           | Piero Gros · Itália · 1:40,20                  | Paul Frommelt · Liechtenstein · 1:40,47        |
| Slalom gigante (02.02) | Ingemar Stenmark · Suécia · 3:02,52           | Andreas Wenzel · Liechtenstein · 3:04,56       | Willi Frommelt · Liechtenstein · 3:04,75       |
| Combinado (05.02)      | Andreas Wenzel · Liechtenstein · 2732,34 pts. | Sepp Ferstl · Alemanha Ocidental · 2749,64pts. | Pete Patterson · Estados Unidos · 2752,28 pts. |

### Feminino
| Evento                 | Ouro                                           | Prata                                       | Bronze                                    |
| ---------------------- | ---------------------------------------------- | ------------------------------------------- | ----------------------------------------- |
| Downhill (01.02)       | Annemarie Moser-Pröll · Áustria · 1:48,31      | Irene Epple · Alemanha Ocidental · 1:48,55  | Doris de Agostini · Suíça · 1:49,11       |
| Slalom (03.02)         | Lea Sölkner · Áustria · 1:24,85                | Pamela Behr · Alemanha Ocidental · 1:25,33  | Monika Kaserer · Áustria · 1:25,37        |
| Slalom gigante (04.02) | Maria Epple · Alemanha Ocidental · 2:41,15     | Lise-Marie Morerod · Suíça · 2:41,20        | Annemarie Moser-Pröll · Áustria · 2:41,90 |
| Combinado (04.02)      | Annemarie Moser-Pröll · Áustria · 2460,39 pts. | Hanni Wenzel · Liechtenstein · 2476,80 pts. | Fabienne Serrat · França · 2478,44 pts.   |

## Quadro de medalhas
| Ordem | País               | Medalha de ouro | Medalha de prata | Medalha de bronze | Total |
| ----- | ------------------ | --------------- | ---------------- | ----------------- | ----- |
| 1     | Áustria            | 4               | 0                | 3                 | 7     |
| 2     | Suécia             | 2               | 0                | 0                 | 2     |
| 3     | Alemanha Ocidental | 1               | 4                | 0                 | 5     |
| 4     | Liechtenstein      | 1               | 2                | 2                 | 4     |
| 5     | Suíça              | 0               | 1                | 1                 | 2     |
| 6     | Itália             | 0               | 1                | 0                 | 1     |
| 7     | Estados Unidos     | 0               | 0                | 1                 | 1     |
|       | França             | 0               | 0                | 1                 | 1     |
|       | TOTAL              | 8               | 8                | 8                 | 24    |